# Buzec
Buzez en albanais et Buzec en serbe latin (en serbe cyrillique : Бузец) est une localité du Kosovo située dans la commune/municipalité de Dragash/Dragaš et dans le district de Prizren/Prizren. Selon le recensement kosovar de 2011, elle compte 320 habitants, tous albanais.
Selon le découpage administratif de la Serbie, la localité fait partie de la municipalité de Prizren. Buzez est également connu sous d'autres noms albanais comme Buzes et Buzës.

## Démographie

### Évolution historique de la population dans la localité
| 1948 | 1953 | 1961 | 1971 | 1981 | 1991 | 2011 |
| ---- | ---- | ---- | ---- | ---- | ---- | ---- |
| 102  | 102  | 127  | 191  | 240  | 366  | 320  |

|  |